# Paul Pau
Paul Pau, francoski general in politik, * 29. november 1848, † 2. januar 1932.